# Anthicus semiamplus
Anthicus semiamplus là một loài bọ cánh cứng trong họ Anthicidae. Loài này được Pic miêu tả khoa học năm 1931.